# 卡西娅·格鲁恰拉-韦谢尔斯基
卡西娅·格鲁恰拉-韦谢尔斯基（英語：Kasia Gruchalla-Wesierski，1991年3月31日—），加拿大女子赛艇运动员，2020年夏季奥林匹克运动会女子八人单桨有舵手金牌得主、2024年夏季奥林匹克运动会女子八人单桨有舵手银牌得主。